# 969年
| 千纪： | 1千纪 |
| 世纪： | 9世纪 \| 10世纪 \| 11世纪 |
| 年代： | 930年代 \| 940年代 \| 950年代 \| 960年代 \| 970年代 \| 980年代 \| 990年代                                                                    |
| 年份： | 964年 \| 965年 \| 966年 \| 967年 \| 968年 \| 969年 \| 970年 \| 971年 \| 972年 \| 973年 \| 974年                                              |
| 纪年： | 己巳年（蛇年）；于阗天尊三年；辽應曆十九年，保寧元年；南汉大寶十二年；北汉天会十三年；北宋（吴越、南唐）开宝二年；大理明政元年；日本安和二年 |

## 大事记
- 中国
  - 遼穆宗被侍人所弒，遼太宗之長子耶律贤继位，是為遼景宗。
  - 宋太祖趙匡胤親征北漢，宋軍久攻不下退兵。
- 北非
  - 法蒂瑪王朝進佔埃及伊赫昔迪王朝。
- 基輔公國
  - 攝政奧麗加逝世，斯維亞托斯拉夫·伊戈列維奇大公親政。
- 拜占庭帝國
  - 12月11日——尼基弗鲁斯二世被他的侄子约翰·齐米斯和狄奥法诺[1]合谋杀害，约翰·齐米斯隨後自立為帝。

## 逝世
- 3月12日——遼穆宗耶律璟，遼朝第四位皇帝（931年出生，38岁）
- 12月11日——尼基弗魯斯二世，963至969年間為拜占庭皇帝。
- 魏仁浦

1. ↑  Cartwright 2017.